# Comuna Viile Satu Mare, Satu Mare
Viile Satu Mare (în maghiară Szatmárhergy, în germană Sathmarer Weinberg) este o comună în județul Satu Mare, Transilvania, România, formată din satele Cionchești, Medișa, Tătărești, Tireac și Viile Satu Mare (reședința).

## Demografie
Componența etnică a comunei Viile Satu Mare
     Români (44,05%)
     Maghiari (35,57%)
     Romi (13,14%)
     Alte etnii (0,76%)
     Necunoscută (6,48%)
Componența confesională a comunei Viile Satu Mare
     Ortodocși (39,87%)
     Reformați (32,43%)
     Greco-catolici (10,05%)
     Romano-catolici (5,49%)
     Penticostali (3,42%)
     Alte religii (1,59%)
     Necunoscută (7,14%)
Conform recensământului efectuat în 2021, populația comunei Viile Satu Mare se ridică la 3.950 de locuitori, în creștere față de recensământul anterior din 2011, când fuseseră înregistrați 3.514 locuitori. Cei mai mulți locuitori sunt români (44,05%), cu minorități de maghiari (35,57%) și romi (13,14%), iar pentru 6,48% nu se cunoaște apartenența etnică. Din punct de vedere confesional, cei mai mulți locuitori sunt ortodocși (39,87%), cu minorități de reformați (32,43%), greco-catolici (10,05%), romano-catolici (5,49%) și penticostali (3,42%), iar pentru 7,14% nu se cunoaște apartenența confesională.

## Politică și administrație
Comuna Viile Satu Mare este administrată de un primar și un consiliu local compus din 13 consilieri. Primarul, Szabolcs Szűcs[*], de la Uniunea Democrată Maghiară din România, este în funcție din 2012. Începând cu alegerile locale din 2024, consiliul local are următoarea componență pe partide politice:
|  | Partid                                 | Consilieri | Componența Consiliului | Componența Consiliului | Componența Consiliului | Componența Consiliului | Componența Consiliului | Componența Consiliului | Componența Consiliului |
|  | -------------------------------------- | ---------- | ---------------------- | ---------------------- | ---------------------- | ---------------------- | ---------------------- | ---------------------- | ---------------------- |
|  | Uniunea Democrată Maghiară din România | 7          |                        |                        |                        |                        |                        |                        |                        |
|  | Partidul Național Liberal              | 3          |                        |                        |                        |                        |                        |                        |                        |
|  | Partidul Social Democrat               | 2          |                        |                        |                        |                        |                        |                        |                        |
|  | Alianța pentru Unirea Românilor        | 1          |                        |                        |                        |                        |                        |                        |                        |